# Smack One
Jakub Janeček, známější jako Smack One, nebo jen Smack (* 7. června 1986 Praha) je český MC,rapper, DJ a producent. Díky spolupráci se skupinou Iscream Boyz se proslavil jako první grime rapper v České republice. Je zakladatelem hudebního vydavatelství Archetyp 51. Je trojnásobným držitelem Ceny Anděl v kategorii Rap.
Smack vystupoval v pořadu Iscream Show na radiu Spin. Mezi jeho nejznámější tracky, přičemž některé vydal společně s Iscream Boyz, patří: Krů Buranů (diss na IdeaFatte), 140 Grime Str, Iscream Dance Remix feat. Hugo Toxxx, Koberec feat. Fuckstroy & Micky Gee, P's a Love, Králové, Rave Revoluce, Dal Sem Spliff, Skončila Show, Další rok a Intro (P's a Love 2).
V září 2024 oznámil, že končí s rappem.
V listopadu 2024 oznámil nové album společně s britským MC P Money.

## Diskografie

### Studiová alba
- 2051 (2012)
- P's A Love (2014)
- Sick (2015)
- Terapie (2017)
- P's A Love 2 (2019)
- Chimera pt. 1: Lion (2020)
- Chimera pt. 2: Goat (2020)
- Chimera pt. 3: Snake (2021)
- Chimera Nekonečno (2022)
- END 2 END (2023)

### Mixtapy
- Iscream mixtape Vol. 1 (2007) w/ Iscream Boyz
- Iscream mixtape Vol. 2 (2008) w/ Iscream Boyz
- Bullet Time mixtape (2010)
- Iscream mixtape III (2013) w/ Iscream Boyz
- Hudba pro zmrdy mixtape (2013)

### EP
- 160 EP (2018)

| Rok vydání | Název alba              | Vydavatelství |
| ---------- | ----------------------- | ------------- |
| 2007       | Iscream mixtape Vol. 1  |               |
| 2008       | Iscream mixtape Vol. 2  |               |
| 2010       | Bullet Time Mixtape     |               |
| 2012       | 2051                    | Archetyp 51   |
| 2013       | Hudba Pro Zmrdy Mixtape | Archetyp 51   |
| 2013       | Iscream III Mixtape     | Archetyp 51   |
| 2014       | P's a Love              | Archetyp 51   |
| 2015       | Sick                    | Archetyp 51   |
| 2017       | Terapie                 | Archetyp 51   |
| 2018       | 160 EP                  | Archetyp 51   |
| 2019       | P's A Love 2            | Archetyp 51   |
| 2020       | Chimera pt. 1: Lion     | Archetyp 51   |
| 2020       | Chimera pt. 2: Goat     | Archetyp 51   |
| 2021       | Chimera pt. 3: Snake    | Archetyp 51   |
| 2022       | Chimera Nekonečno       | Archetyp 51   |
| 2023       | END 2 END               | Archetyp 51   |

## Ocenění
- 2014 – Cena Anděl – vítězství – Smack – album: P's a Love
- 2015 – Cena Anděl – vítězství – Smack – album: Sick
- 2021 – Cena Anděl – vítězství – Smack – album: Chimera Pt. 3: Snake
- 2023 – Cena Anděl – nominace – Smack, Huclberry – album: End 2 End